# Rheumaptera hyrcana
Rheumaptera hyrcana là một loài bướm đêm trong họ Geometridae.